# Amar Belkada
Amar Belkada (en arabe : أعمر بلقادة), né en 1957 et mort le 27 janvier 2020, est un poète, comédien et chanteur algérien kabyle.

## Biographie
Né en 1957 au village Iaallalen à Aït Yahia Moussa dans la région de Draâ El Mizan. Il enregistre ses premières chansons en 1979 en France ; puis en 1982 il enregistre un deuxième album, et en 2006 il produit son troisième album.
Amar Belkada a également participé à plusieurs travaux théâtraux et cinématographiques en kabyle. Les deux pièces théâtrales ''La tragédie de Massinissa'' et ''Amjedh Dhi Tuber'' ont obtenu des prix en 2014 lors du festival national du théâtre amazigh de Batna.
Il meurt le 27 janvier 2020.